# Natalie Hodgskin
Natalie Hodgskin (Brisbane, Queensland 24 mai 1976 - ) est une joueuse de softball australienne. Elle remporta en 2004 une médaille d'argent en softball aux Jeux olympiques d'Athènes avec l'équipe australienne de softball.